# Beauly
Beauly är en ort i Storbritannien.   Den ligger i kommunen Highland och riksdelen Skottland, i den norra delen av landet, 700 km norr om huvudstaden London. Beauly ligger 7 meter över havet och antalet invånare är 1 169.
Terrängen runt Beauly är kuperad åt sydväst, men åt nordost är den platt. Beauly ligger nere i en dal. Runt Beauly är det ganska glesbefolkat, med 27 invånare per kvadratkilometer. Närmaste större samhälle är Inverness, 14,2 km öster om Beauly. I omgivningarna runt Beauly växer i huvudsak blandskog.